# Новы-Зглехув
Новы-Зглехув (пол. Nowy Zglechów) — деревня в Польше, расположенная в Мазовецком воеводстве, в Минском повете, в гмине (волости) Сенница. 
Расположена к востоку от Сенницы, к юго-востоку от Минска Мазовецкого и к востоку от Варшавы.
В 1975—1998 гг. административно принадлежала к Седлецкому воеводству.

## Население
По данным переписи населения и жилищного фонда 2011 года, население деревни Новы-Зглехув составляет 218 человек.

## Галерея

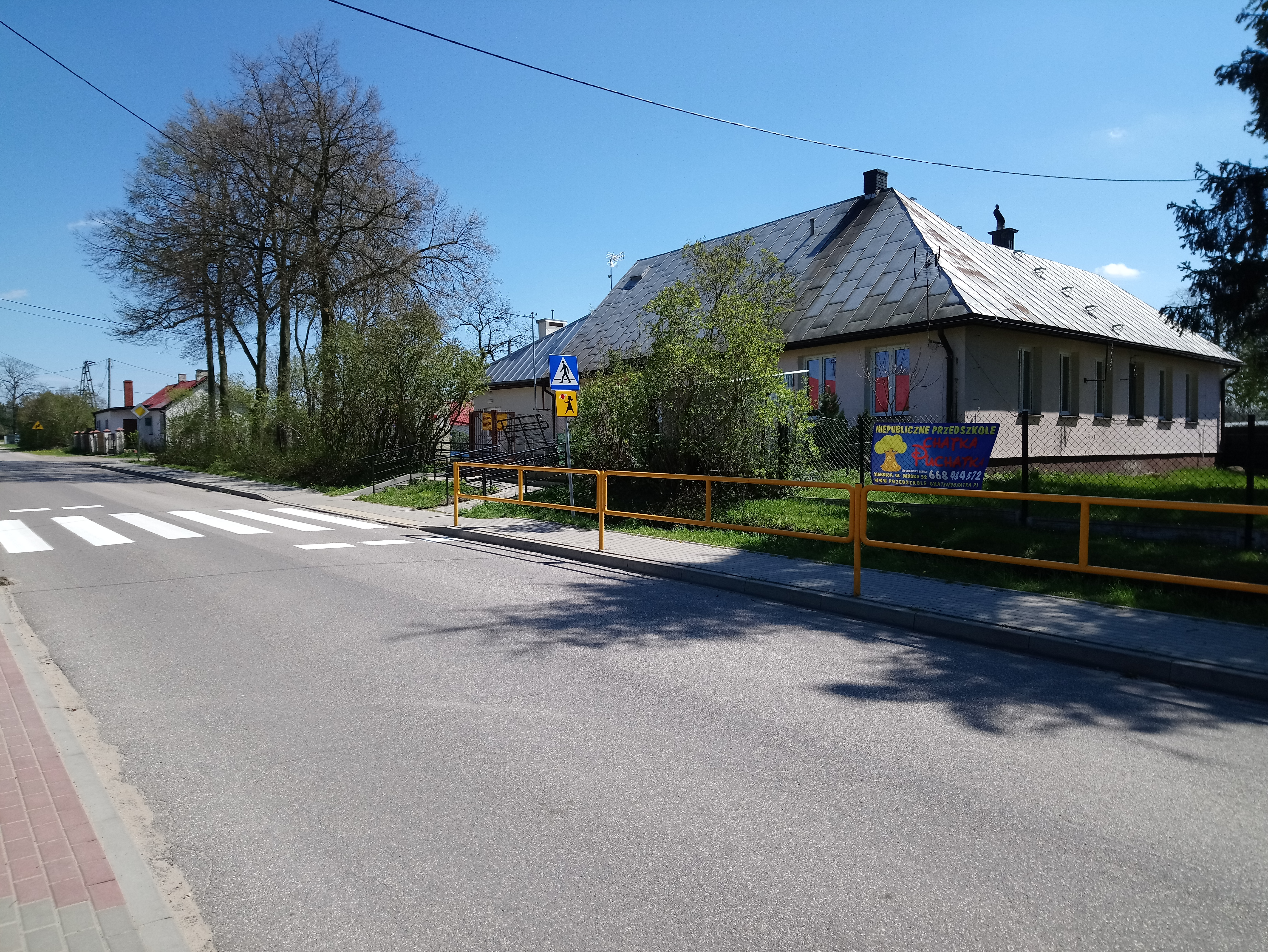
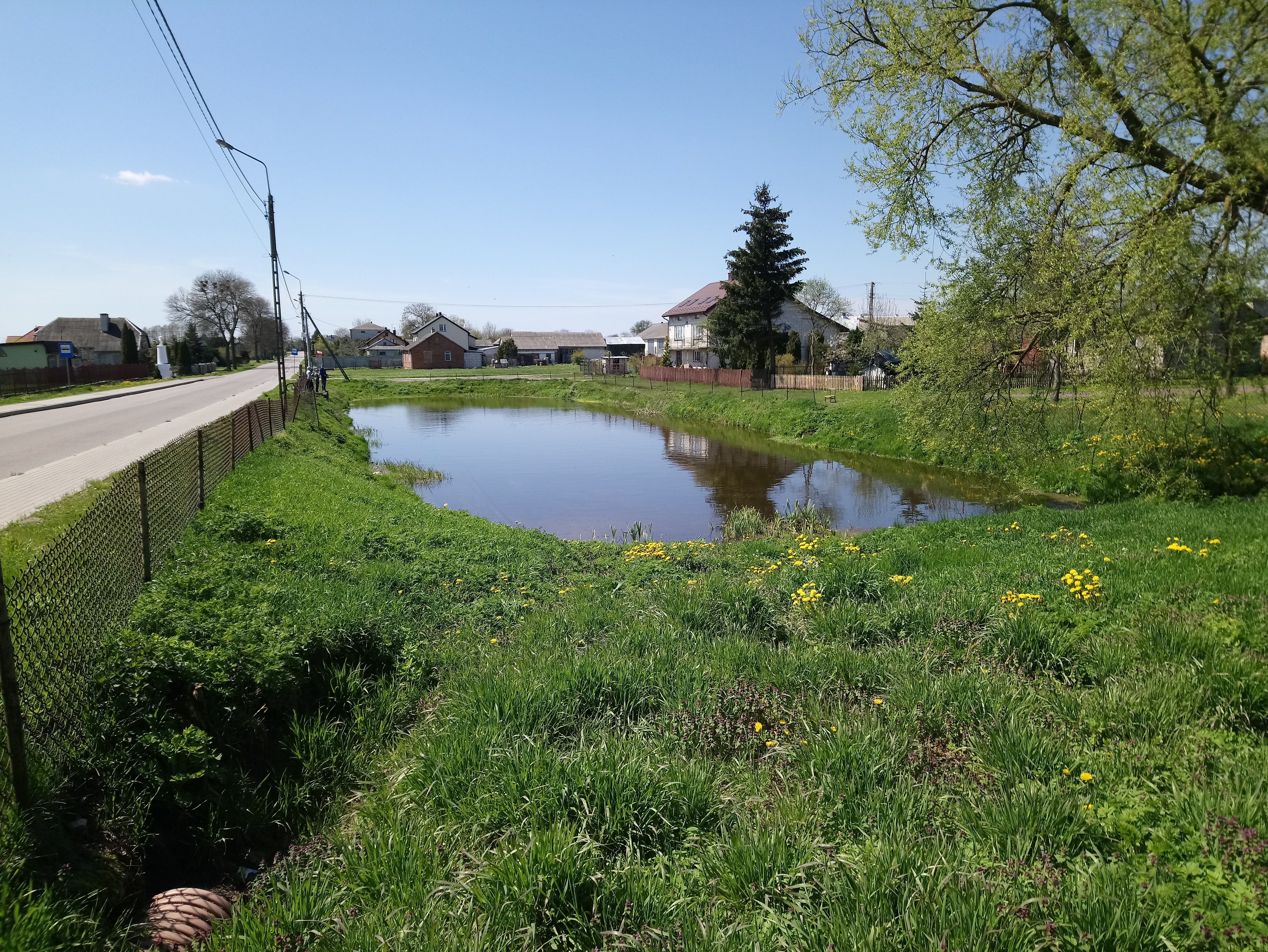
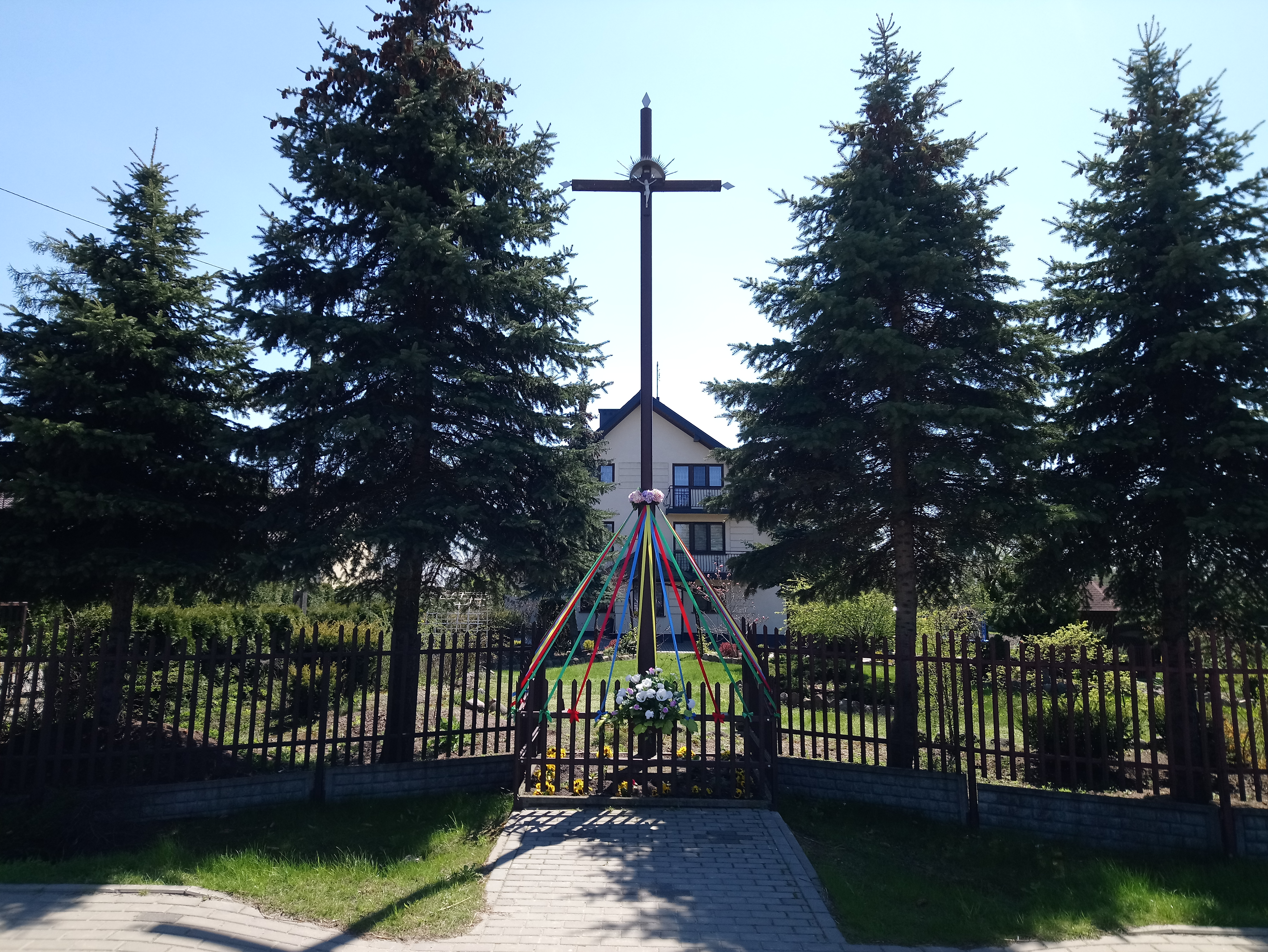
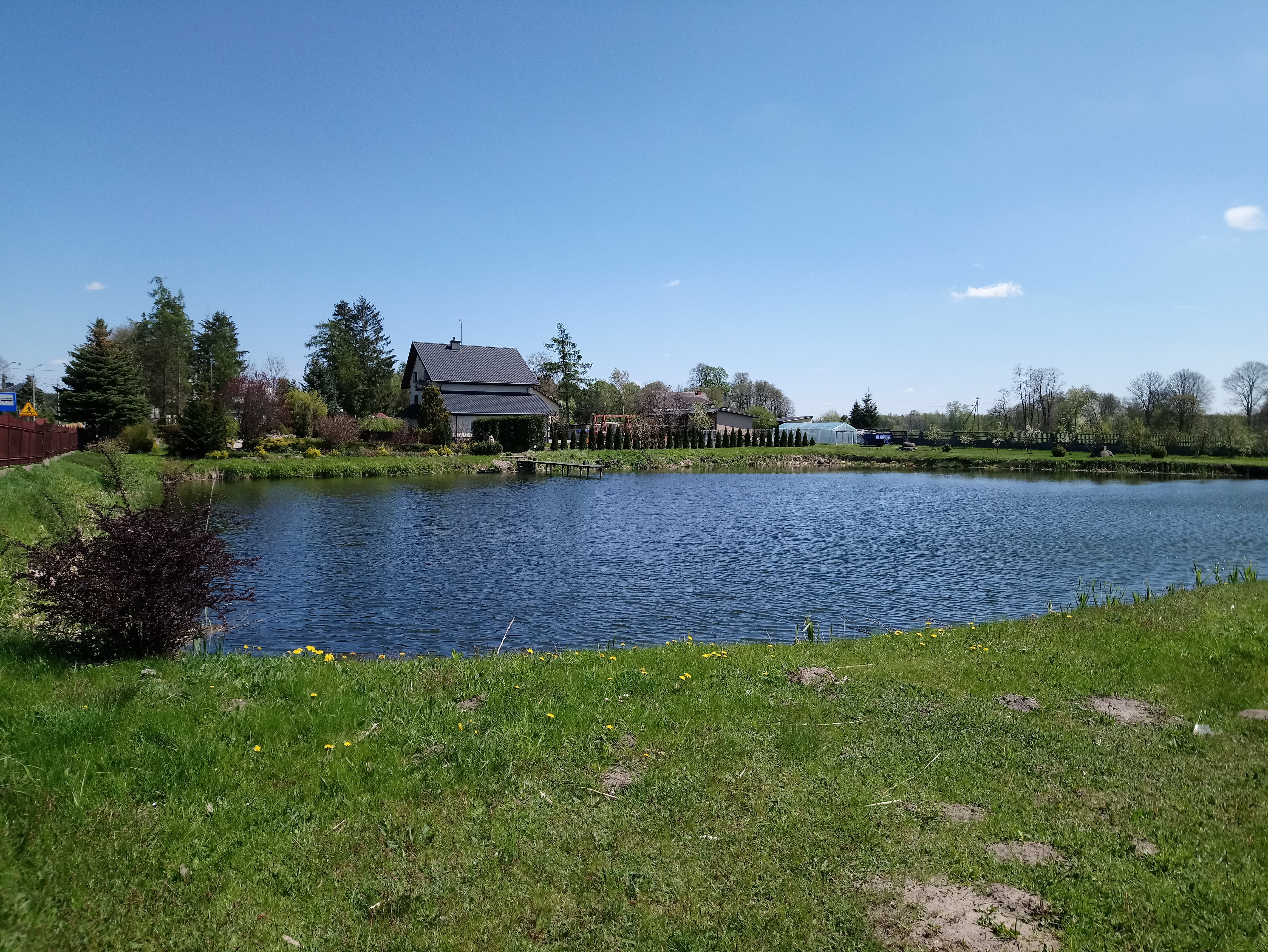
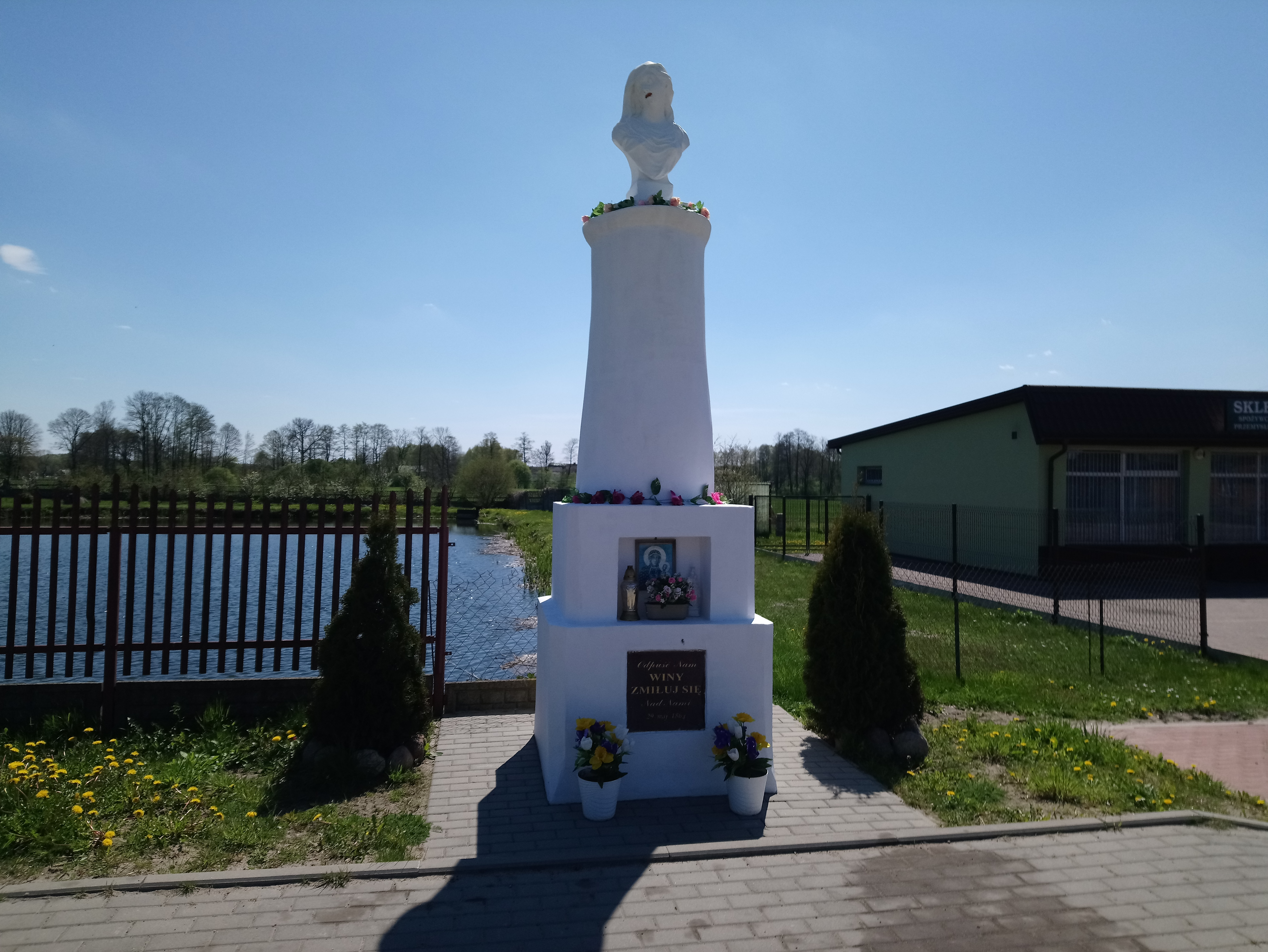